# Boreostiba sibirica
Boreostiba sibirica är en skalbaggsart som först beskrevs av Mäklin 1880.  Boreostiba sibirica ingår i släktet Boreostiba och familjen kortvingar. Inga underarter finns listade i Catalogue of Life.